# Anatolij Jablunowskyj
Anatolij Wolodymyrowytsch Jablunowskyj (ukrainisch: Анатолій Володимирович Яблуновський; russisch Анатолий Владимирович Яблуновский; * 23. Oktober 1949 in Odessa) ist ein ehemaliger ukrainischer Radrennfahrer, der in der Sowjetunion aktiv war.

## Sportliche Laufbahn
Jablunowskyj war Bahnradsportler. Mitglied der Nationalmannschaft der UdSSR war er von 1970 bis 1979. Bei den Bahnradsport-Weltmeisterschaften 1973 gewann er die Silbermedaille im Sprint hinter Daniel Morelon, 1974 kam er auf den 4. Platz. 1975 holte er die Bronzemedaille bei den Bahnradsport-Weltmeisterschaften im Tandemrennen mit Sergei Komelkow als Partner. Bronze gewann er auch bei den Bahnradsport-Weltmeisterschaften 1976 auf dem Tandem mit Wladimir Semenez. Bei den SKDA-Meisterschaften im Radsport 1973 gewann er das 1000-Meter-Zeitfahren und das Tandemrennen.
Jablunowskyj gewann elf nationale Titel in verschiedenen Disziplinen des Bahnradsports und wurde achtmal Vize-Meister sowie zweimal Dritter. 1975 und 1976 gewann er die Meisterschaft im Sprint, 1975 und 1976 die Meisterschaft im Tandemrennen in der Sowjetunion. Er wurde dreimaliger Meister der Ukrainischen SSR (1968–1969). Im Großen Preis der DDR wurde er 1973 Dritter. 1975 wurde er Dritter im Grand Prix Kopenhagen. 1977 gewann er den Grand Prix Aeroflot.

## Berufliches
Von 2010 bis 2017 arbeitete er als Direktor an der Kinder- und Jugendsportschule in Odessa und war als Trainer im Radsport tätig.